# Олесницкий, Ярослав Иванович
Ярослав Иванович Олесницкий (укр. Ярослав Іванович Олесницький, пол. Jarosław Iwanowycz Ołesnycki, 25 февраля 1875 года, Зарваница или Галич — 15 июля 1933, Золочев) — украинский политический и общественный деятель, дипломат, адвокат, доктор права.
Получил юридическое образование. 18 октября 1918 года был избран в состав Украинского национального совета от Украинской национально-демократической партии, с ноября — советник, 1-й вице-секретарь государственного секретариата иностранных дел, входил в состав делегации ЗУНР при провозглашении Акта объединения УНР и ЗУНР; по инициативе Л. Цегельского назначен первым советником дипмиссии УНР в Великобритании, принимал участие в совещании послов и глав дипломатических представительств УНР 6-14 августа 1919 года в Карлсбаде; летом 1920 года совместно с А. Марголиным подал прошение о вступлении УНР в Лигу наций. В 1919—1921 годах вместе с М. Меленевским занимал должность советника украинской дипмиссии в Великобритании, затем возглавил представительство УНР в Лондоне.
В 1921—1922 годах преподавал во Львовском тайном украинском университете и работал адвокатом, в частности, защищал обвиняемых по делу о покушении боевиков Украинской войсковой организации на Ю. Пилсудского. С 1923 года проживал в Золочеве, был членом Союза украинских адвокатов; в 1930 выбран в польский Сейм от Украинского национально-демократического объединения, активно выступал против репрессивной политики Варшавы на Западной Украине, в 1931 году от имени Украинской парламентской репрезентации обратился к Лиге наций с протестом против пацификации.
Автор статей на правовую и общественно-политическую тематику в галицийской прессе.
Скончался 15 июля 1933 года в Золочеве.